# Zaporíjia
|  | No s'ha de confondre amb la regió històrica de Zaporòjia. |

Zaporíjia (en ucraïnès: Запоріжжя, en rus: Запорожье, Zaporoje) és una ciutat industrial d'Ucraïna i la capital administrativa de l'óblast de Zaporíjia. La seva població s'elevava a 776.535 habitants el 2011. Zaporíjia és regada pel Dnièper i es troba a 445 km al sud-est de Kíiv.

## Història
El fort d'Alexandrovsk, fundat el 1770 a les ribes del Dnièper, formava part de la línia de fortificació de la vall del Dniéper, a la desembocadura del Berda, per protegir Ucraïna contra les incursions tàtares i turques; l'illa de Khòrtitsia, inclosa en els límits de la ciutat, protegia llavors el campament militar dels cosacs zaporoges, la Sitx de Zaporíjia. Situada a mig camí entre les mines d'hulla del Donbas i el jaciment de ferro de Kriví Rih (en rus: Krivoi Rog), Zaporíjia va esdevenir al segle xx un centre industrial de primera magnitud, les activitats del qual les activitats van ser estimulades per la construcció a la seva rodalia de la cèlebre central hidràulica del Dnièper (DnieproGuES), que va entrar en funcionament el 1932. Ocupada pels alemanys de 1941 a 1943, la ciutat va patir bona part de la guerra.
Zaporíjia es va anomenar, durant molt de temps, Aleksandrovsk. En 1921, va ser rebatejada com a Zaporijia, que significa darrere les cascades, en referència als salts d'aigua del Dnièper, prop de l'illa Khòrtitsia.

## Població
Zaporíjia, la població de la qual ha descendit de manera important després de la dissolució de la Unió Soviètica el 1991, és la sisena ciutat ucraïnesa per nombre de població.
Padrons (*) o estimacions de població:
| 1897   | 1910   | 1920   | 1926*  | 1939*  | 1943   | 1959*  | 1970*  |
| ------ | ------ | ------ | ------ | ------ | ------ | ------ | ------ |
| 28400  | 43000  | 49700  | 55300  | 289200 | 120000 | 434538 | 657890 |
| 1979   | 1989*  | 2001*  | 2007   | 2008   | 2009   | 2010   | 2011   |
| 780745 | 883809 | 815256 | 790085 | 785128 | 784265 | 780733 | 776535 |

## Economia
Zaporíjia esdevingué un important centre industrial a partir de 1932, després de l'entrada en servei de la central elèctrica del Dnièper. Les seves principals indústries són:
- Central nuclear de Zaporíjia
- Les empreses siderúrgiques Zaporizhstal i Dneprospetsstal;
- ZAZ: principal fabricant d'automòbils d'Ucraïna;
- Motor-Sitch Arxivat 2010-07-01 a Wayback Machine. : principal constructor de motors d'avions, helicòpters i turbines a gas industrials d'Ucraïna (propietari també de l'aerolínia ucraïnesa Motor Sich Airlines).

## Agermanaments
- Belfort  França (1967)
- Lahti  Finlàndia (1953)
- Linz  Àustria (1983)
- Magdeburg  Alemanya (2008)
- Oberhausen  Alemanya (1986)
- Birmingham  Regne Unit (1973)
- Yichang  R.P. de la Xina (1997)
- Novokuznetsk  Rússia